# Pallet

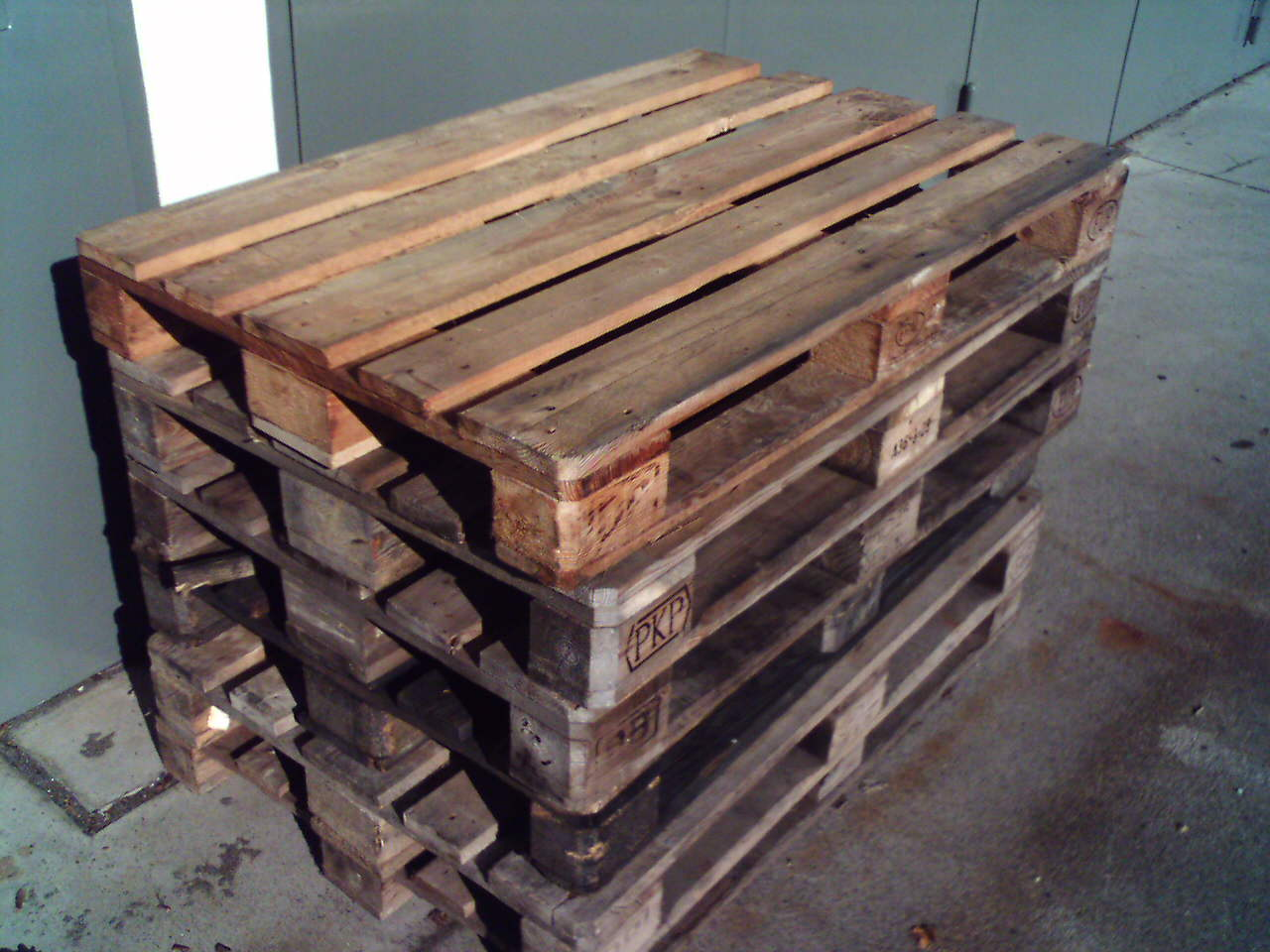
Europallets

Een pallet is een transporteenheid. Het is een houten of kunststof of kartonnen plateau waarop goederen kunnen worden opgeslagen en vervoerd. Een pallet kan worden verplaatst met een pompwagen (ook wel palletwagen genoemd) of een vorkheftruck.
De meest courante afmeting op het Europese vasteland is de Europallet van 80×120 cm. In het Verenigd Koninkrijk wordt praktisch enkel de pallet van 100×120 cm gebruikt. De 100×120 pallet wordt wel in andere landen gebruikt. Veel supermarkten, gebruiken deze pallet in hun distributiecentra en voor bevoorrading van de winkels. De leveranciers worden veelal verplicht om bij aanlevering in het distributiecentrum deze pallets te gebruiken. Ook DPB-pallets en diverse andere hebben deze maat.

## Europallet

Afmetingen van een Europallet

De aanduiding Europallet (officieel: EUR-pallet) is een beschermde aanduiding, die niet alleen betrekking heeft op de afmetingen, maar op alle productspecificaties en het toezicht daarop. Alleen gecertificeerde pallets mogen circuleren in het ruilsysteem dat hieronder beschreven wordt. De pallets mogen alleen gemaakt en gerepareerd worden door erkende bedrijven die dat volgens normen van de European Pallet Association doen. Een niet beschadigd Europallet is gecertificeerd voor 1500 kg, al zal hij, bij gelijkmatige belasting, 2000 kg kunnen dragen. Als statische last op een vlakke vloer is 6000 kg toegestaan.

### Ruilsysteem
De EPAL-genormeerde Europallet heeft door heel Europa een ruilwaarde van ongeveer 7 tot 10 euro. Soms wordt dit aangeduid als statiegeld, maar strikt genomen is dat onjuist, de bedragen die daarover rondgaan zijn soms niet meer dan vrij willekeurige stelposten om de pallets op de balans te zetten. EPAL beschrijft het ruilsysteem als het grootste open poolsysteem ter wereld, ter onderscheiding van gesloten poolsystemen. Het verschil is, dat EPAL de pallets niet in eigen bezit of beheer heeft.
Europallets worden gewoonlijk geruild met gesloten beurzen: een leverancier die honderd volgeladen pallets brengt, neemt honderd andere – gewoonlijk lege – pallets mee terug. Het is niet altijd mogelijk of nodig om dit heel precies te doen, zodat bedrijven een palletschuld of een palletoverschot kunnen hebben. Vervangende pallets worden gekocht bij een plaatselijke handelaar of bij een palletbeurs, waar tweedehands pallets tegen dagprijzen verkrijgbaar zijn. Een kapotte pallet is vrijwel waardeloos; vanwege de lage prijs van een pallet is reparatie al gauw duurder dan vervanging.

## Hout, kunststof of karton

### Hout
Hout is stevig en kan buiten staan. Voor import en export moet het dikwijls een bijkomende handeling ondergaan om schadelijke organismen te doden. Anno 2016 is alleen warmtebehandeling een toegestane optie, behoudens uitzonderingen:
- Warmtebehandeling: de pallet wordt verwarmd, waarbij de kern van het hout minstens 30 minuten op een temperatuur van 56 Celsius moet blijven.
- Begassing: 24 uur begassen met het kankerverwekkende methylbromide. Deze behandeling is vanaf 2015 alleen nog toegestaan voor kritische toepassingen.
- In de toekomst wordt wellicht diëlektrische verwarming toegestaan.[1]

De toegestane behandelingen doden elk organisme of schimmel waardoor het met een ISPM 15-attest kan dienen voor import en export tussen het Verenigd Koninkrijk, Noorwegen en de rest van Europa, en – afhankelijk van bilaterale afspraken – wereldwijd.

### Kunststof
Kunststof wordt vanwege de makkelijke reiniging veel gebruikt in de voedings- of farmaceutische nijverheid, waar produktveiligheid noodzakelijk is. Een gebruikte pallet kan door wassen of stomen weer gebruiksklaar gemaakt worden. Nadeel is dat de kunststoffen pallet duur is.

### Karton
Karton is duidelijk in opgang. Duurzaamheid is daarbij een belangrijk argument want het wordt gemaakt van gerecycleerd papier, terwijl een kartonnen pallet na gebruik zeer eenvoudig en kosteloos het recyclageproces in kan. Een kartonnen pallet is bijzonder licht, gemiddeld 5 kg en is dus met de hand te verplaatsen, terwijl de houten variant 20 à 25 kg weegt. Hierdoor komt het gemakkelijk in aanmerking voor luchtvracht want de luchtvrachttarieven zijn afhankelijk van het brutogewicht van de zending. Er wordt weleens beweerd dat kartonnen paletten onvoldoende stevig zijn, maar dat is sinds enige tijd achterhaald want er zijn heel wat types beschikbaar die eenvoudig 500 kilogram laadvermogen aankunnen.

## Poolsystemen
Poolpallets worden verhuurd aan bedrijven, maar blijven eigendom van de verhuurder. Poolpallets worden niet geruild tegen lege pallets bij de ontvanger, maar men kan de pallets door de verhuurder laten ophalen. Een poolpallet zal meestal de standaardafmetingen hebben van 80×120 cm en 100×120 cm, maar ook afwijkende maten zijn mogelijk. De pallets zijn te herkennen aan hun specifieke kleur en het logo van de verhuurder. Een groot verschil met de europallet is dat een poolpallet die beschadigd is, zijn waarde niet kwijt is. Het kost een ontvangende locatie ook niets om poolpallets te krijgen. Dit is een groot voordeel voor retailers. Poolpalletverhuurders maken ook hun eigen pallets, terwijl europallets alleen door gecertificeerde bedrijven worden gemaakt.
In de praktijk blijkt echter ook vaak dat deze poolpallets toch worden uitgeruild bij aflevering van de goederen.
Dat wil zeggen: de chauffeur levert vijf pallets aan en wil ook weer vijf dezelfde en in goede staat verkerende pallets retour hebben.

### Drankenpallets
Veel Nederlandse drankenleveranciers gebruiken rode pallets, ook wel DPB-pallets genoemd, naar poolbeheerder Dranken Pallet Beheer (DPB). Deze is in 1994 opgericht als palletpool voor Nederlandse producenten van dranken met statiegeldverpakkingen.
De pallets zijn rood en verliezen hun waarde als ze kapot zijn. Ze meten 1000×1200×169 millimeter. Anno 2016 worden uitsluitend pallets van hergebruikt HDPE-polyetheen gebruikt, voor € 22,50 statiegeld. Liggend op de vloer hebben ze een draagvermogen van 7000 kilogram, bij het werken ermee of in een magazijnstelling is dat 1500 kilogram. Met 23 kilogram is het eigen gewicht vijf kilo lager dan een vergelijkbaar houten pallet; door de slechte hanteerbaarheid, door de omvang, zit het gewicht toch boven de ARBO-norm volgens de NIOSH-formule (National Institute for Occupational Health and Safety formule) voor tillen.

## Pallets voor eenmalig gebruik

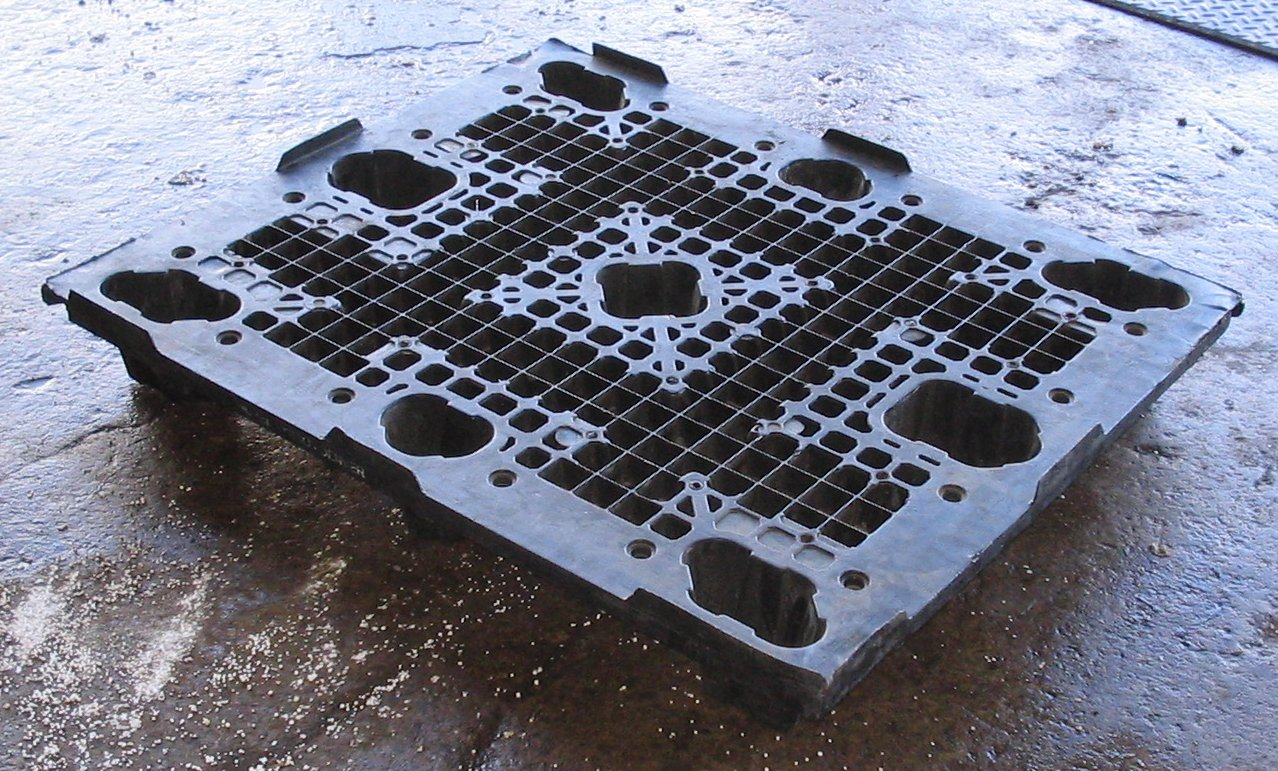
Kunststof pallet, die vanaf alle vier de zijden kan worden opgetild met een heftruck of pompwagen

Pallets voor eenmalig gebruik zijn er in diverse maten van heel klein tot zeer groot. Het grote verschil met ruilpallets zit hem in de kwaliteit. Pallets voor eenmalig gebruik worden vaak niet behandeld tegen rotten en zijn meestal gemaakt van afvalhout of geperst hout. Veel gebruikte pallets zijn blokpallets van 100x120 cm en ook halve blokpallets van 60x100.

## Palletboxen
Palletboxen zijn pallets met vier randen erop en eventueel ook nog een deksel. In tegenstelling tot pallets kunnen palletboxen gestapeld worden als ze beladen zijn. Ze dienen dan wel voorzien te zijn van een deksel, anders kunnen ze niet worden gestapeld. Door palletboxen op elkaar te stapelen kan een beschikbare ruimte efficiënter worden gebruikt.
Ook hebben palletboxen als voordeel dat de goederen veilig opgeborgen zijn en niet beschadigd raken tijdens het transport.
Verder bestaan er inklapbare palletboxen, de palletranden van deze palletboxen kunnen worden plat gelegd. Op die manier is minder ruimte nodig om ze retour te vervoeren of ergens heen te brengen om te beladen.